# مقاطعة بوربون (كانساس)
مقاطعة بربون (بالإنجليزية: Bourbon County)‏ هي إحدى المقاطعات في ولاية كانساس، الولايات المتحدة الأمريكية.

## أعلام
- هيو صموئيل جونسون